# دينيسي لويس
دينيسي لويس (بالإنجليزية: Denise Lewis)‏ هي منافسة ألعاب القوى بريطانية، ولدت في 27 أغسطس 1972 في ويست بروميتش في المملكة المتحدة.

## وصلات خارجية
- دينيسي لويس على موقع الاتحاد الدولي لألعاب القوى (الإنجليزية)
- دينيسي لويس على موقع اللجنة الأولمبية الدولية (الإنجليزية)
- دينيسي لويس على موقع أوليمبيديا (الإنجليزية)
- دينيسي لويس على موقع اللجنة الأولمبية البريطانية (الإنجليزية)
- دينيسي لويس على موقع اتحاد ألعاب الكومنولث (مؤرشف) (الإنجليزية)
- دينيسي لويس على موقع IMDb (الإنجليزية)
- دينيسي لويس على موقع قاعدة بيانات الفيلم (الإنجليزية)